# Календарь
Календа́рь (лат. calendārium — «долговая книга», в Древнем Риме должники платили проценты в дни календ, первых чисел месяца, от calendae — «календы, первые числа каждого месяца в римском календаре», в эти числа должники платили проценты) — система счисления больших промежутков времени, основанная на периодичности движения небесных тел: Солнца — в солнечных календарях, Луны — в лунных календарях и одновременно Солнца и Луны в лунно-солнечных календарях. Также «календарём» называется список дней года с разделением на недели и месяцы и обозначением праздников и периодическое справочное издание с последовательным перечнем дней, недель, месяцев данного года, а также другими сведениями различного характера.

## История

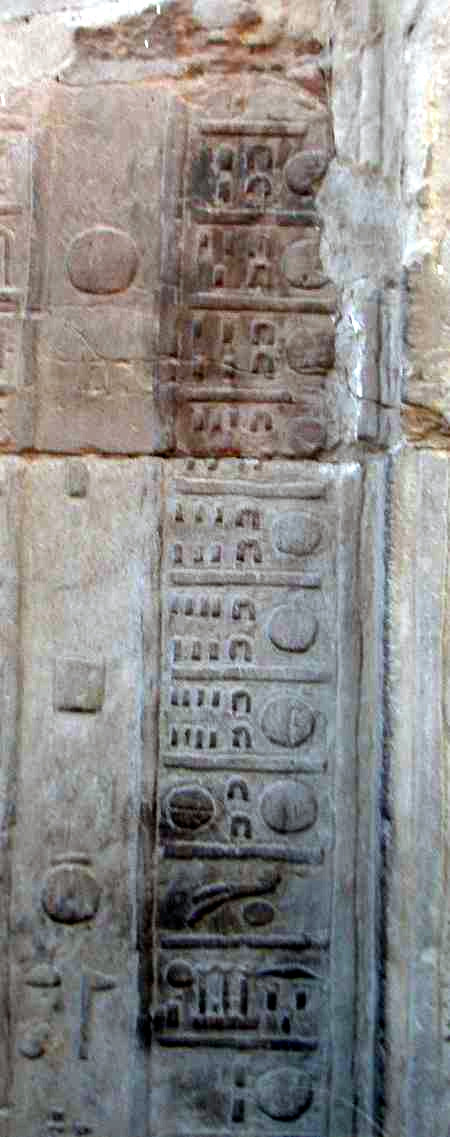
Египетский календарь, основанный на разливах Нила

Первые календари появились как насущная необходимость в условиях цикличных и предсказуемых изменений погоды. На одной из стел храмового комплекса Гёбекли-Тепе в Турции был обнаружен древнейший календарь возрастом около 12 тысяч лет. На камне высечены символы, обозначающие 365 дней, 12 лунных месяцев и 11 дополнительных дней, а также изображения Солнца, созвездия Скорпиона и осеннего созвездия Змееносца. Для записи дат в этом календаре древние люди использовали прецессию — колебание земной оси, которое отражается на движении созвездий по небу.
В Набта-Плая (территория современного Египта) примерно 5 тыс. лет до н. э. полукочевыми племенами скотоводов был создан, возможно, первый годичный «календарный круг», начало года на котором отмечалось появлением звезды Сириус. Этот календарь помогал установить племени, когда ожидать начало и окончание сезона дождей, превращавшего пустынный регион в цветущую саванну, пригодную для выпаса скота. Примерно в это же время на территории современной Германии был создан так называемый Гозекский круг, основой отсчёта для которого было зимнее солнцестояние.
В древнеегипетском календаре год — это промежуток времени между двумя последовательными гелиакическими восходами Сириуса. Причиной появления календаря древнего Египта были разливы Нила, происходящие через один и тот же промежуток времени, приблизительно равный году. Они губили урожай, если его вовремя не собирали, и приносили плодородную почву. В силу этих причин для успешного ведения хозяйства необходимо было предсказывать разливы Нила с приемлемой точностью.
Каждый народ использовал свои способы датировки исторических событий. Некоторые пытались вести отсчёт лет от сотворения мира: евреи датировали его 3761 годом до н. э., александрийская хронология считала этой датой 25 мая 5493 года до н. э. Римляне начинали отсчёт от легендарного основания Рима (753 год до н. э.). Парфяне, вифиняне и селевкиды вели отсчёт лет от вступления на трон первого царя, египтяне — с начала правления каждой следующей династии. Свой календарь основывала каждая мировая религия: согласно византийскому календарю, с 14 сентября 2024 года по григорианскому календарю идёт 7533 год «от сотворения мира», в исламском календаре — 1446 год хиджры (c 7 июля 2024 года по 26 июня 2025 года), по буддийскому календарю идёт 2568 год эры Нирвана, по календарю бахаи — 181 год.
Перевод из одного летосчисления в другое представляет определённые трудности из-за различной продолжительности года и из-за различной даты начала года в разных системах.
Счёт года с 1 января был введён в Риме Юлием Цезарем в 45 году до н. э. (юлианский календарь). На Руси с 1492 года началом года стало считаться не 1 марта, а 1 сентября.
Юлианский календарь установил среднюю продолжительность года в 365,25 суток: обычные годы длились 365 дней, один раз в четыре года (високосный год) — 366 дней.
Развитием юлианского календаря является григорианский календарь (новый стиль). Он введён при папе римском Григории XIII 15 октября 1582 года взамен юлианского календаря (старого стиля). Реформа, которую провёл Григорий XIII и признали в большинстве католических стран, состояла из двух частей:
1) Была устранена ошибка в 10 дней, накопившаяся со времён I Вселенского собора (325 год), на котором были установлены правила вычисления христианской Пасхи. Бытует неверное мнение, что папа Григорий XIII исправил ошибку, накопившуюся с момента введения юлианского календаря. Но тогда это было бы 12 дней. Цель у реформы была иная: «вернуть» дату реального весеннего равноденствия (пасхальную границу) на 21 марта, как это было во времена Никейского собора, установившего пасхалию.
2) На будущее же была введена поправка, обеспечивающая более точное соответствие с солнечным исчислением, которая заключается в том, что из каждых 400 лет должны были быть исключены три високосных года. Таким образом, ошибка в один день накапливается лишь через 3333 года. Исключение трёх високосных лет за четыре века достигалось следующим правилом. Если номер года заканчивается не на два нуля, то он считается високосным тогда, когда номер года кратен четырём (например, 1996, 2004, 2008 годы). Если год заканчивается на два нуля, то он високосный только тогда, когда число сотен в нём также кратно четырём (например, 1600, 2000, 2400 годы). Во всех остальных случаях год считается невисокосным (например, 1900 и 2100 годы). Правило определения «високосности» года, заканчивающегося на два нуля, является одной из отличительных особенностей григорианского календаря по сравнению с юлианским.
Разница между старым и новым стилями составляла в XVI—XVII веках 10 суток, в XVIII веке — 11 суток, в XIX веке — 12 суток. В XX—XXI веках разница составляет 13 суток. С 15 марта 2100 года разница составит 14 суток.

### История календаря на Руси и в России

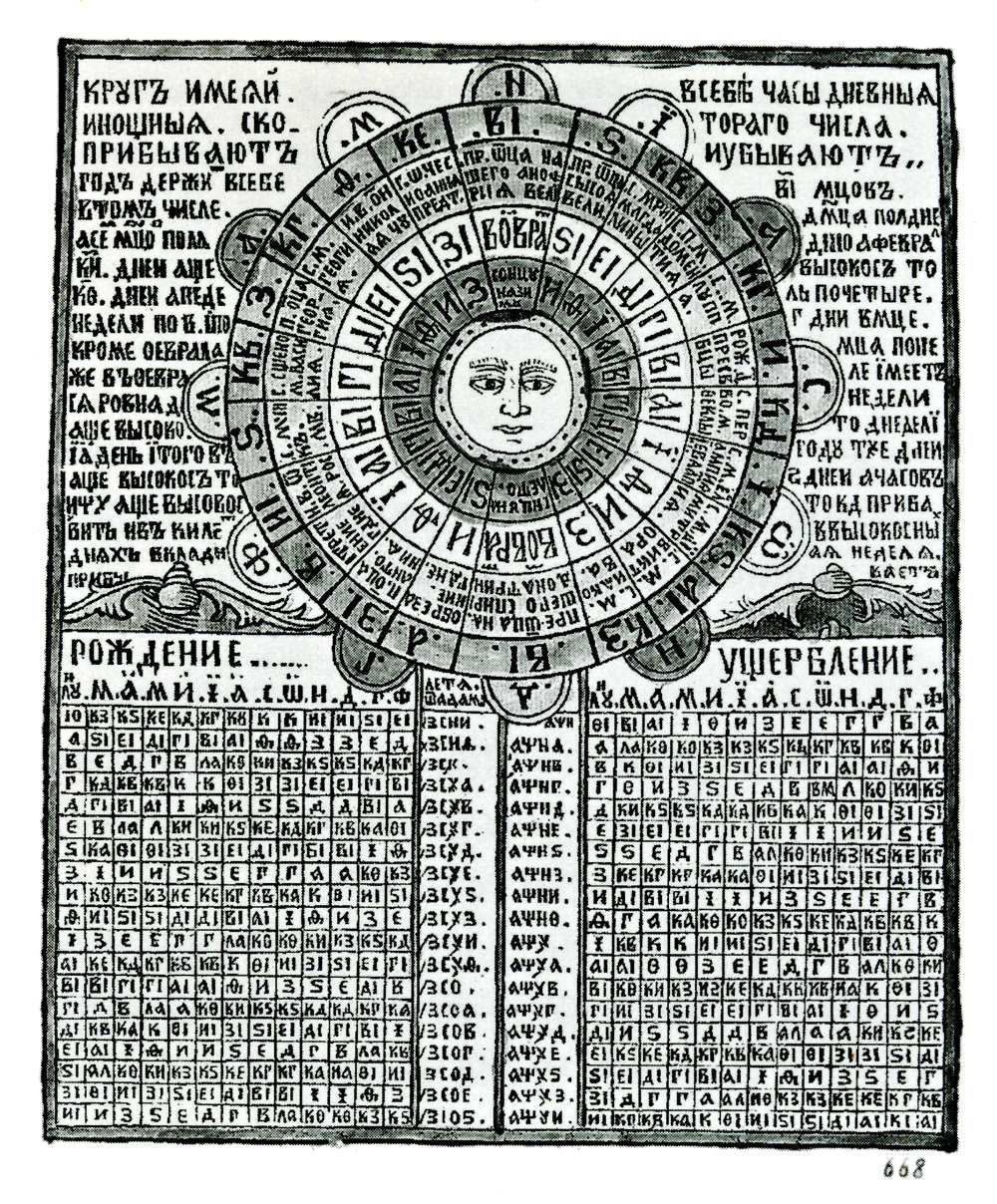
Московский лубковый календарь, XVII век

В Древней Руси счёт времени вёлся по четырём сезонам года. Использовался и лунно-солнечный календарь, в котором каждые 19 лет включали семь дополнительных месяцев. Была семидневная неделя, которая называлась седмицей.
После установления христианства в 988 году счёт лет стали вести по византийскому календарю от «сотворения мира», точнее — от «сотворения Адама» — с пятницы 1 марта, приняв византийский вариант этой даты — 5508 год до новой эры, но с некоторыми отклонениями. В Византии год начинался 1 сентября. На Руси, по древней традиции, началом года считали весну, поэтому год начинали 1 марта.
Во времена Ивана III в 1492 году (в 7000 году от «сотворения мира») начало года было перенесено на 1 сентября. Первый отпечатанный церковный календарь в России изготовлен 5 мая 1581 года Иваном Фёдоровым.
Действовавшее в России летоисчисление от «сотворения мира» заменил на летоисчисление от Рождества Христова Пётр I с 1 января 1700 года. По указу императора от 19 декабря 7208 года от «сотворения мира» (19 (29) декабря 1699 года) после 31 декабря 7208 от «сотворения мира» следовало 1 (11) января 1700 года от Рождества Христова, «…а будущаго Генваря съ 1-го числа настанетъ новый 1700-й годъ купно и новый столетний векъ…». 28 декабря 1708 года был выпущен первый гражданский календарь.
Разница между двумя системами летоисчисления для периода времени с 1492 года по 1700 год составляет 5508 лет для периода с 1 января по 31 августа, а с 1 сентября по 31 декабря — 5509 лет, поскольку новый год по старому летоисчислению наступал с сентября. (1 сентября 7208 года от «сотворения мира» = 1 сентября 1699 года от Рождества Христова. 7208 − 1699 = 5509 лет. А 1 января 7208 года от «сотворения мира» = 1 января 1700 года от Рождества Христова. 7208 − 1700 = 5508).
Григорианский календарь в Советской России введён с 14 февраля 1918 года.

## Единицы, используемые в календаре

### Сутки
Сутки — единица измерения времени, приблизительно равная периоду обращения Земли вокруг своей оси.
Обычно под сутками подразумевают астрономическое понятие солнечные сутки. В обиходе сутки часто называют днём. Они длятся 24 часа.
Календарные сутки составляют недели, месяцы, годы.

### Неделя
Неделя — единица времени, большая, чем день, и меньшая месяца. Семидневная неделя не является константой: так, ритуальная неделя в Китае эпохи Шан состояла из 10 дней.
Семидневная неделя впервые вошла в употребление на Древнем Востоке (в Вавилоне). В I веке ею стали пользоваться в Риме, откуда она распространилась по всей Западной Европе.
В большинстве современных календарей, включая Григорианский календарь и те, которые не основаны на иудео-христианском счислении времени, неделя включает 7 дней, что делает её самой большой общепринятой единицей времени, содержащей точное количество дней. Неделя не имеет прямой астрономической основы, она широко используется как единица времени.
Древние египтяне использовали десятидневные недели (декады).
У древних майя неделя состояла из 13 дней; ими применялась и 20-дневная неделя (обе в календаре Цолькин).
Благодаря европейской колонизации и последующей глобализации, 7-дневная неделя стала применяться повсеместно, даже в тех культурах, у которых ранее не было такой единицы времени.
Существуют календари, разработанные так, чтобы каждая дата всегда попадала на один и тот же день недели каждый год. Этого можно добиться, если сделать неделю зависимой от года, при этом несколько дней в году не относятся ни к одной неделе. Так, например, проекты постоянного календаря содержат 52 недели плюс 1 или 2 дня, а Французский революционный календарь состоит из 36 недель по 10 дней и 5 или 6 дополнительных дней. Год также может зависеть от недели, так, в бывшем Исландском календаре было 52 или 53 недели. Классические дни недели: понедельник, вторник, среда, четверг, пятница, суббота, воскресенье.

### Месяц
Месяц — единица измерения времени, связанная с обращением Луны вокруг Земли.
Лунные месяцы являются основой многих календарей. В результате раскопок исследователи заключили, что люди считают дни в соответствии с фазами Луны, как минимум, с палеолита.
Поскольку удобство счёта требует целого числа дней в месяце, а различные периоды обращения луны составляют 27,2—29,6 суток и в целых сутках исчислены быть не могут, календари издавна стремились компенсировать неточность переменной продолжительностью месяцев и/или введением дополнительных дней.
В лунных и лунно-солнечных календарях, используемых евреями, мусульманами, китайцами, индусами и другими, длительность месяца 29 или 30 дней. В одних календарях начало месяца приходится на день фактического астрономического новолуния, в других начало месяца определяется непосредственно при помощи наблюдений.
В григорианском и юлианском календаре используется фиксированная длина месяца, не связанная со сменой фаз Луны.

### Год
Год — условная единица измерения времени, которая исторически означала однократный цикл сезонов (весна, лето, осень, зима). В большинстве стран календарная продолжительность года равна 365 или 366 дням. В настоящее время год употребляется также в качестве временной характеристики обращения планет вокруг звёзд в планетарных системах, в частности Земли вокруг Солнца.
Календарный год в григорианском и юлианском календарях равен 365 суток в невисокосные годы, и 366 суток в високосные годы. Средняя же продолжительность года составляет 365,2425 суток для григорианского и 365,25 суток для юлианского календарей.
Календарный год в исламском календаре содержит 353, 354 или 355 суток — 12 лунных месяцев. Средняя продолжительность года — 354,37 суток, что меньше тропического года и поэтому мусульманские праздники «кочуют» по временам года.
Календарный год в еврейском календаре содержит 353, 354 или 355 суток в простом году и 383, 384 или 385 суток в високосном году. Средняя продолжительность года — 365,2468 суток, что близко к тропическому году.

### Век
Век — единица измерения времени, равная 100 годам. Десять веков составляют тысячелетие.
Согласно григорианскому календарю, I век н. э. начался 1 января 1 года и закончился 31 декабря 100 года. II век начался в 101 году, III век — в 201 году и т. д. Последний год века начинается с номера этого века (например, 2000 год — последний год XX века). В григорианском календаре нет «нулевого века»: после I века до н. э. начался I век н. э.
| 200             | 199             | ...             | 102             | 101             | 100            | 99             | ...            | 2              | 1              | 1           | 2           | ...         | 99          | 100         | 101          | 102          | ...          | 199          | 200          |
| II век до н. э. | II век до н. э. | II век до н. э. | II век до н. э. | II век до н. э. | I век до н. э. | I век до н. э. | I век до н. э. | I век до н. э. | I век до н. э. | I век н. э. | I век н. э. | I век н. э. | I век н. э. | I век н. э. | II век н. э. | II век н. э. | II век н. э. | II век н. э. | II век н. э. |

## Календарные системы
Основными единицами календаря являются сутки, месяц и год. В результате их согласования появились три календарные системы: лунные календари, в которых месяц согласован с фазами Луны; лунно-солнечные календари, в которых год и месяц согласованы с фазами Луны и с движением Земли вокруг Солнца, и солнечные календари, в которых год согласован только с движением Земли вокруг Солнца.

### Лунный календарь
Продолжительность синодического месяца в среднем составляет 29,53059 суток. Поэтому календарный месяц содержит 29 или 30 дней. В лунных календарях продолжительность года принимается равной 12 месяцам. В соответствии с этим, продолжительность лунного года получается равной 12 × 29,53059 = 354,36708 суток. В календарном году может быть 354 дня — простой год, или 355 дней — високосный год. Для выравнивания средней продолжительности календарного года и продолжительности лунного года необходима система вставки високосов.
Лунный календарь не привязан к годичному движению Солнца, поэтому ежегодно лунный календарь смещается относительно солнечного на 365,24222-354,36708 = 10,87514 дней. Примерно за 34 солнечных года набегает один лишний лунный год.
Смена фаз Луны является одним из самых легконаблюдаемых небесных явлений. Поэтому множество народов пользовались лунным календарём. Со временем лунный календарь переставал удовлетворять потребности населения, так как земледельческие работы привязаны к смене сезонов, то есть движению Солнца. Поэтому лунные календари, за редким исключением (например, исламский календарь), неизбежно заменялись лунно-солнечными или солнечными календарями.
К неудобству лунного календаря следует отнести тот факт, что продолжительность синодического месяца непрерывно меняется в пределах от 29d6h15m до 29d19h12m. Причиной этому является довольно сложное движение Луны по орбите.
Начало месяца в лунных календарях приходится на неомению — первое появление молодой Луны в лучах заходящего Солнца. Это событие легко наблюдаемо, в отличие от новолуния. Неомения отстаёт от новолуния на 2—3 дня. Причём это время меняется в зависимости от времени года, широты наблюдателя и текущей продолжительности синодического месяца. Из-за этого невозможно вести один и тот же календарь в разных странах.

### Лунно-солнечный календарь
Продолжительность синодического месяца в среднем составляет 29,53059, а тропического года — 365,24220 суток. Тропический год содержит 12,36827 синодических месяцев. Значит, календарный год может состоять из 12 (обычный год) или 13 календарных месяцев. Для того, чтобы средняя продолжительность календарного года была близка к продолжительности тропического года, необходима система вставки дополнительных месяцев.
Начало месяца в лунно-солнечных, как и в лунных календарях, приходится на неомению, то есть на первое появление молодой Луны в лучах заходящего Солнца.

### Солнечный календарь
Продолжительность тропического года составляет 365,24220 суток. Календарный год в солнечном календаре должен составлять 365 суток (обычный год) или 366 суток (високосный год). Для приближения средней продолжительности календарного года к продолжительности тропического года производится вставка високосов.
Вставка високосов в юлианском календаре производится с периодичностью 1 день каждые 4 года. При этом средняя продолжительность календарного года равна 365,25 суток. Так как средняя продолжительность года юлианского календаря на 0,00780 суток больше тропического, то за 128 лет накапливается ошибка в 1 день и день весеннего равноденствия смещается назад.
Неоднократно юлианский календарь улучшался. Новый календарь должен быть более точным и мало отличаться от юлианского. В григорианском календаре последовательность високосов оставлена практически без изменений: добавлено правило, что високосными являются только те вековые годы, число столетий которых делится на 4 без остатка. За 400 лет вставляется 97 високосных дней, а средняя продолжительность года 365,2425 суток. Ошибка в один день накапливается примерно за 3300 лет.
Другим вариантом улучшения юлианского календаря стал новоюлианский календарь. В этом календаре последовательность високосов такая же, как и в юлианском календаре, но введено дополнительное правило, согласно которому в новоюлианском календаре каждые 900 лет исключаются 7 суток. Вековой год считается високосным, если при делении его на 900 в остатке остаётся 2 или 6. Цикл календаря составляет 900 лет, на протяжении которых вставляются 218 високосных дней. Средняя продолжительность года календаря составляет 365,24222 суток, что даёт ошибку 1 день примерно в 50 000 лет.

## Исторические и современные календари

### Иранский календарь
вторник
19 августа
2025
28 Мордад
1404
[]
Иранский календарь или Солнечная хиджра — астрономический солнечный календарь, который используется в качестве официального календаря в Иране и Афганистане. Календарь был разработан при участии Омара Хайяма и с тех пор несколько раз уточнялся. Он ведёт летосчисление от хиджры (переселение пророка Мухаммада из Мекки в Медину в 622 году), но основывается на солнечном (тропическом) годе, в отличие от классического исламского календаря, поэтому его месяцы всегда приходятся на одни и те же времена года. Начало года — день весеннего равноденствия (Навруз, праздник весны), который определяется по астрономическим наблюдениям на меридиане тегеранского времени (52.5°E или UTC+3:30).

### Египетский календарь

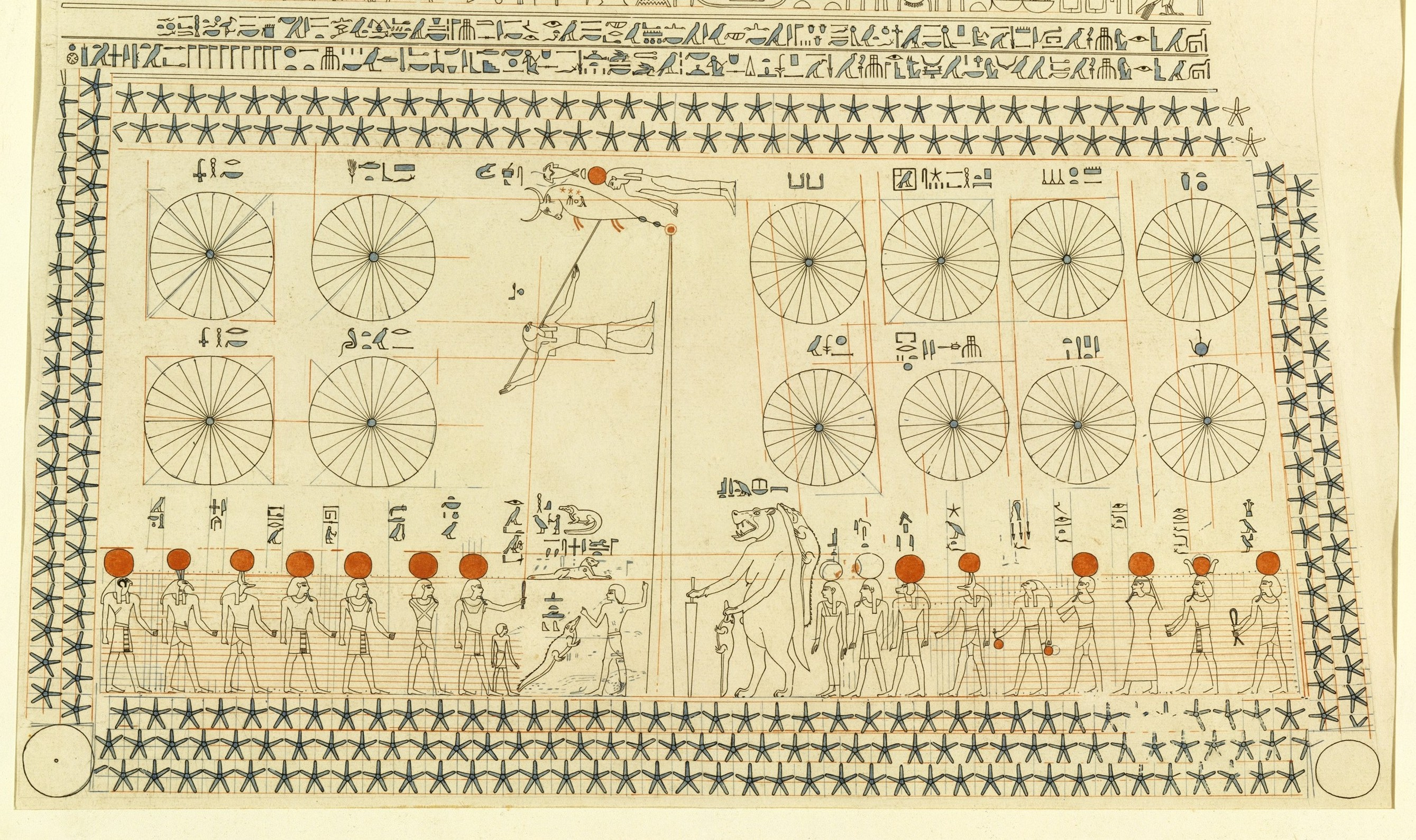
Древнеегипетский календарь в гробнице Сененмута

В долине Нила был создан календарь, просуществовавший вместе с Египетской цивилизацией около 4 тысячелетий. Происхождение этого календаря связано с Сириусом — яркой звездой тропического небосвода. Солнечный календарь древних египтян лежит в основе летоисчисления всего Старого Света и доныне.
Промежуток времени между двумя гелиакическими восхождениями Сириуса (Сотис), совпадающими в Древнем Египте с летним солнцестоянием и предшествавшими разливу Нила, составляет 365,25 суток. Однако в длину своего года египтянами было положено целое число дней — 365. Таким образом, за каждые 4 года сезонные явления опережали календарь на 1 сутки. При отсутствии високосных лет Новый год проходил за 1460 (365×4) лет всеми сезонами и возвращался на начальное число. Период в 1460 назывался сотичним периодом, циклом, или Великим годом Сотиса.
В 25 году до н. э. был установлен Александрийский календарь, синхронизированный с юлианским календарём, но сохранивший прежние названия месяцев, в котором каждый четвёртый год в конце года добавлялся один день. К древнеегипетскому календарю восходят коптский и эфиопский календари, до сих пор применяемые местными церквями. Структура египетского календаря была заимствована французским революционным календарём.

### Еврейский календарь

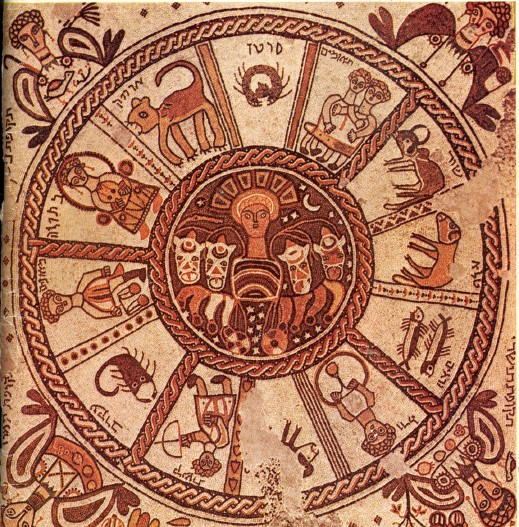
Мозаика еврейского календаря в синагоге Бейт Альфа, VI век, Северный Израиль

Еврейский календарь — религиозный и официальный светский календарь Израиля. Календарь относится к солнечно-лунным календарям. Годы исчисляются с начала создания Вселенной, которое, согласно иудаизму, произошло в 3761 году до н. э. Отсчёт времени производится по фазам Луны. Поэтому продолжительность месяцев 29 или 30 дней. Так как 12 лунных месяцев отстают от солнечного года на 11 дней, каждый 2-й или 3-й год добавляется 13-й месяц.

### Китайский календарь
Китайский календарь представлен двумя типами календарей: солнечно-лунный и солнечный.
Солнечно-лунный циклический календарь был составлен в середине третьего тысячелетия до нашей эры. Календарь использует шестидесятилетний цикл. Является комбинацией циклов по 10 лет («небесные стволы») и по 12 лет («земные ветви»). Половина сочетаний не используется, поэтому календарный цикл повторяется через 10·12 / 2 = 60 лет. Год в цикле обозначается двумя иероглифами, «небесный ствол» «земная ветвь». Иногда указывают только «земную ветвь». Начало года в календаре зависит от астрономического явления (новолуния), а не от даты в григорианском календаре. Из-за протяжённости территории, на которой использовался календарь, в разных местах Новый год могли отмечать в разные дни григорианского календаря. Календарь используется несколько тысяч лет во Вьетнаме , Камбодже, Китае, Корее, Монголии, Японии и в некоторых других странах Азии.
Солнечный календарь (сельскохозяйственный календарь) определяет деление года на 24 сельскохозяйственных сезона по положению Солнца на эклиптике. Сезоны никак не связаны с движением Луны.

### От основания Рима
2778

[]
Ab Urbe condita (связано с Anno Urbis conditae: AUC или a.u.c.) — лат. «от основания города (Рима)», традиционно принимавшегося за 753 год до н. э. Тип летосчисления, использовавшийся для обозначения года некоторыми римскими историками. Современные историки используют этот термин значительно чаще, чем сами римляне. Преобладающим способом обозначения римского года было указание имён двух консулов, правивших в этом году. Ранее год от основания Рима неразборчиво добавлялся многими редакторами в работы римских историков, что создавало видимость более частого использования термина, чем это было в действительности. Для обозначения года также использовался год правления императора, особенно в Византийской империи после введения в 537 году Юстинианом требования такого летосчисления. Термин встречается преимущественно в трудах немецких авторов, в частности, в Римской истории Теодора Моммзена.

### Японский календарь
Календарь является лунно-солнечным календарём, который основан на китайском календаре. Японский календарь — древняя календарная система, с точкой отсчёта 660 год до н. э., когда, согласно легенде, император Дзимму основал Японское государство. Система исчисления от основания Японии использовалась с 1873 года и до конца Второй мировой войны.
Второй тип японского календаря — счёт лет от года начала правления императора — продолжает и поныне широко использоваться. 1 мая 2019 года, после восшествия на престол императора Нарухито, начался период Рэйва. До 1 мая 2025 года — 6-й год периода Рэйва, с 1 мая 2025 года — 7-й год периода Рэйва.

### Индуистские календари

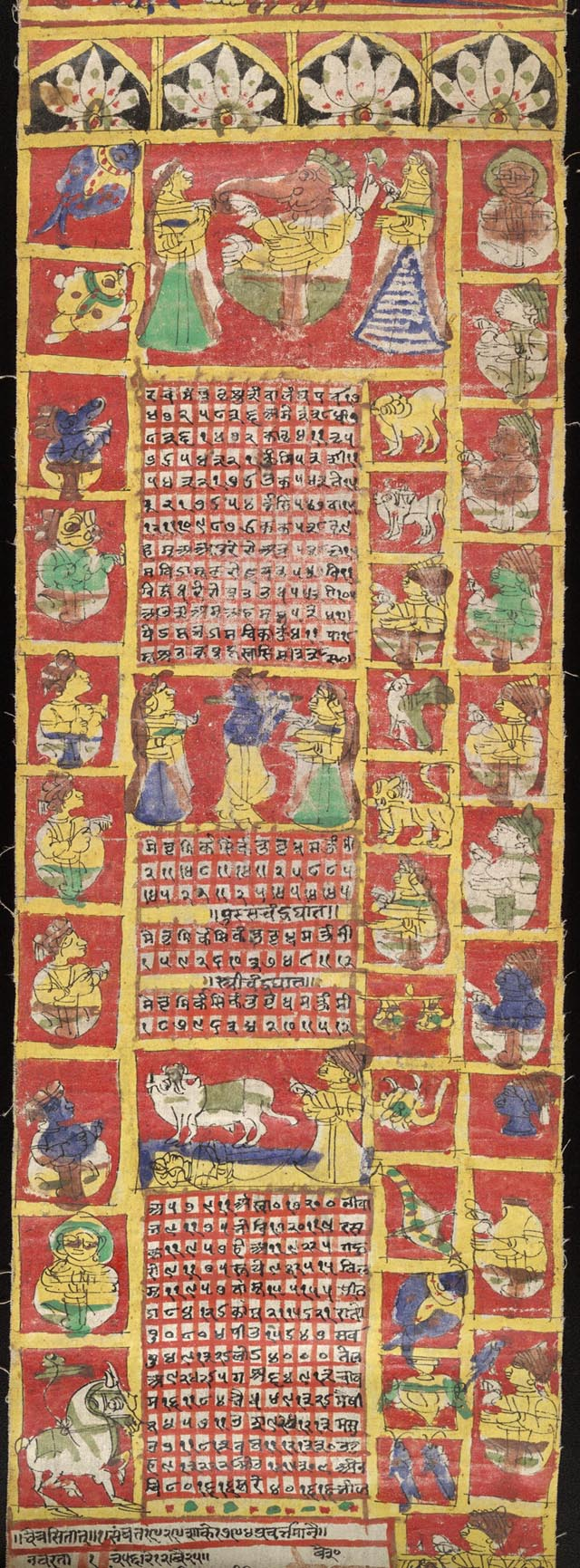
Индуистский календарь 1871—1872 годов, Раджастан, Индия

Индуистские календари — календари, распространённые на территории современной Индии. К ним относятся Викрам-самват, Сакская эра, Кали-Юга, Единый национальный календарь Индии и другие.
На территории современной Индии ещё в древние времена образовались многие племена и народности, которые долго были разъединены. Длительная изоляция индийских княжеств друг от друга привела к тому, что почти в каждом из них была своя местная календарная система. До недавнего времени в стране применялось несколько официальных гражданских календарей и около тридцати местных, таких, служившие для определения времени различных религиозных праздников и обрядов. Среди них можно встретить солнечные, лунные и лунно-солнечные календари.
Использующиеся индуистские календари:
- Кали-юга — с 18 февраля 3102 года до н. э.;
- эра Нирвана — с 543 года до н. э.;
- Викрам-самват — с 57 года до н. э.;
- Гаурабда — с 1486 года;
- эра Фазли — с 10 сентября 1550 года[10];
- Единый национальный календарь Индии — с 22 марта 1957 года.

### Ацтекский календарь

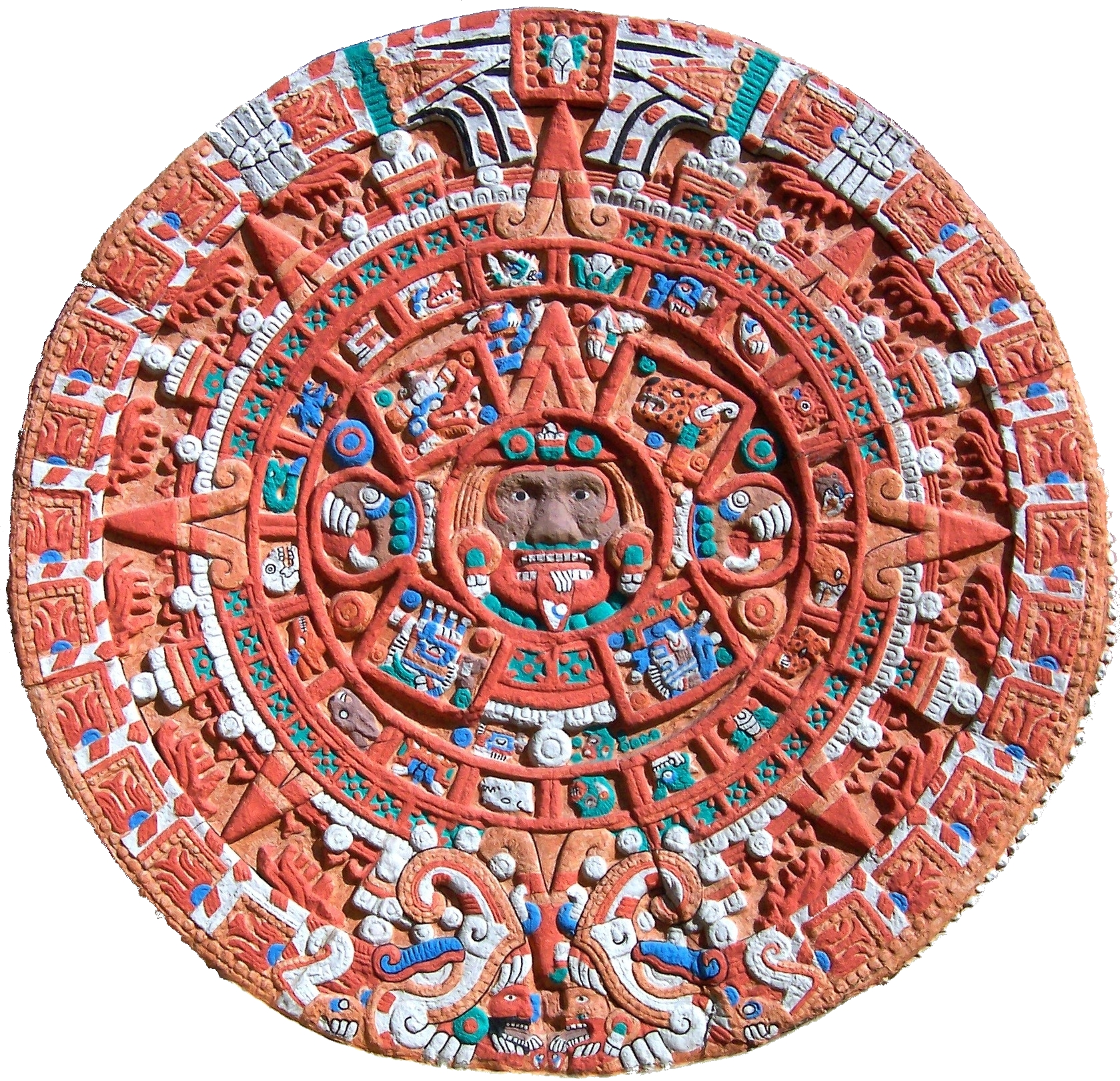
Фрагмент Камня Солнца, ошибочно называемого «ацтекским календарём»

Ацтекский календарь — система измерения времени, применявшаяся у народов Мезоамерики. Впервые эта система появилась у майя, а, возможно, ещё у эпиольмеков около 2500 лет назад и впоследствии распространилась среди культур и народов центральной Мексики, в том числе майя, сапотеков и ацтеков
У ацтеков было два календаря. Солнечный сельскохозяйственный длиной 365 дней — шиупоуалли соответствует хаабу у майя. Ритуальный 260-дневный тональпоуалли соответствует цолькину у майя. Шиупоуалли и тональпоуалли совпадали каждые 52 года, образуя так называемый «век». Сто «веков» в свою очередь составляли 5200-летнюю эру, называвшуюся «Солнцем». В соответствии с этой системой в настоящий момент мы живём в пятой эре Четыре землетрясения, «солнцем» которой является бог Тонатиу.
Календарный год начинался с первым появлением Плеяд над восточным горизонтом перед самым восходом Солнца (см. гелиакический восход).

### Календарь майя

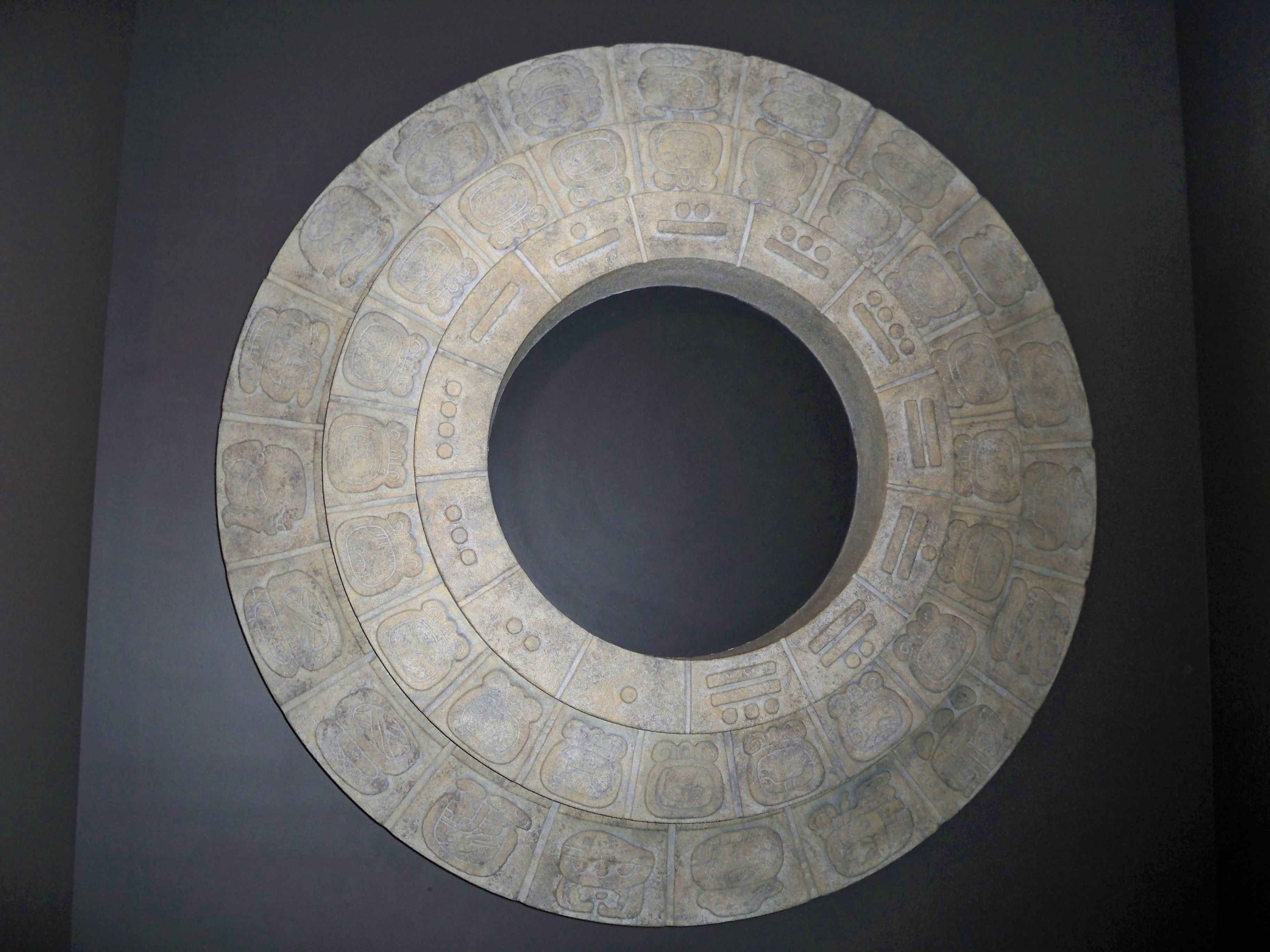
Календарь майя

Календарь майя — система календарей, созданных цивилизацией майя в доколумбовой Центральной Америке. Этот календарь использовался и другими центральноамериканскими народами — ацтеками, тольтеками и др.
По мнению учёных, календарь майя может вести счёт лет от следующих дат по григорианскому календарю:
- 13 октября 3373 г. до н. э.[11] или 14 октября 3373 г. до н. э.[12];
- 7 сентября 3113 г. до н. э.[11][12];
- 13 августа 3114 г. до н. э.

### Исламский календарь
Исламский календарь — лунный календарь, используемый в исламе для определения дат религиозных праздников, а также как официальный календарь в Пакистане, Бангладеш и других мусульманских странах. Исламский календарь ввёл халиф Арабского халифата Умар I. Летоисчисление ведётся от Хиджры (16 июля 622 года н. э. — даты переселения пророка Мухаммада из Мекки в Медину.
Месяцы состоят из 29 или 30 дней. Первым днём нового месяца является первый день после астрономического новолуния, в который вскоре после захода солнца на небе можно было увидеть серп Луны.
Двенадцать лунных месяцев составляют лунный год, который, по приближённым подсчётам, равен 354 суткам. Поскольку истинная продолжительность лунного месяца не 29,5 дней, а несколько больше, то продолжительность лунного года равна не 354 дням, а 354,367. Так как это не целое число, то возникает проблема високосов, то есть чередования простых лет, содержащих 354 дня, и лет удлинённых — по 355 дней. Дни мусульманских религиозных праздников каждый год сдвигаются относительно григорианского календаря.

### Древнегреческий календарь
Древнегреческий календарь — лунно-солнечный календарь, в котором год состоял из 12 лунных месяцев по 29 и 30 дней. В году было 354 дня — со вставкой, примерно раз в 3 года, дополнительного месяца. По мере упорядочения календаря, был введён 8-летний цикл, в котором месяц вставлялся в 3-м, 5-м и 8-м году (в Афинах его введение приписывают Солону в 594 году до н. э.); в 432 году до н. э. астроном Метон предложил более точный 19-летний цикл с 7 вставными месяцами, но этот цикл входил в употребление медленно и так до конца и не прижился.
В каждом городе был свой календарь, с собственными названиями месяцев, причём названия нередко образовывались от праздников, в этом месяце справлявшихся.
Теоретически месяц должен был начинаться в новолуние, но практически это выходило далеко не всегда, так что приходилось различать «гражданское новолуние» и «лунное новолуние».
Начало года тоже было различным: по афинскому календарю год начинался в первое новолуние после летнего солнцестояния, по беотийскому, использовавшемуся в Фивах — после зимнего солнцестояния.

### Календарь Нумы Помпилия
Нума Помпилий (753—673 годы до н. э.) провёл серьёзную реформу календаря, на основе которого впоследствии был введён юлианский календарь. До него римляне делили год на десять месяцев, начиная счёт с марта, и заканчивая декабрём. Согласно новому календарю, были введены два новых месяца — январь и февраль в честь богов Януса и Феба. Таким образом, календарь, введённый Нумой Помпилием состоял из двенадцати месяцев:
1. март (31 день),
2. апрель (29 дней),
3. май (31 день),
4. июнь (29 дней),
5. квинтилис (31 день),
6. секстилис (29 дней),
7. сентябрь (29 дней),
8. октябрь (31 день),
9. ноябрь (29 дней),
10. декабрь (29 дней),
11. январь (29 дней),
12. февраль (28 дней)

Квинтилиус и секстилиус впоследствии были переименованы в июль и август соответственно в честь Юлия Цезаря и Октавиана Августа.

### Юлианский календарь
Юлианский календарь — солнечный календарь, разработанный группой александрийских астрономов во главе с Созигеном и введённый Юлием Цезарем с 1 января 45 года до н. э.
Юлианский календарь заменил римский календарь и основывался на астрономической культуре эллинистического Египта.
Год по юлианскому календарю начинается 1 января, так как именно в этот день с 153 года до н. э. избранные комициями консулы вступали в должность. В юлианском календаре обычный год состоит из 365 дней и делится на 12 месяцев. Раз в 4 года объявляется високосный год, в который добавляется один день — 29 февраля. Юлианский год имеет продолжительность в среднем 365,25 дней, что больше на 11 минут продолжительности тропического года.
В Древней Руси календарь был известен под названием «Миротворного круга», «Церковного круга», индикта и «Великого индиктиона».

### Григорианский календарь

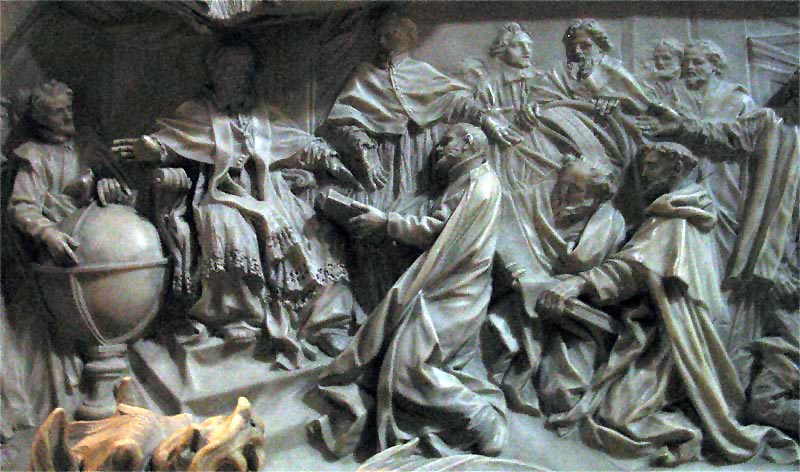
Введение григорианского календаря. Барельеф на могиле папы Григория XIII в Соборе Святого Петра в Риме

Григорианский календарь — солнечный календарь, основанный на циклическом обращении Земли вокруг Солнца; продолжительность одного цикла принята равной 365,2425 суток; содержит 97 високосных лет на 400 лет.
Поводом к принятию нового календаря вместо юлианского стало постепенное смещение по отношению к юлианскому календарю дня весеннего равноденствия, по которому определялась дата Пасхи, и рассогласование пасхальных полнолуний с астрономическими.
Григорианский календарь был введён папой римским Григорием XIII в католических странах 4 октября 1582 года взамен старого юлианского: следующим днём после четверга 4 октября стала пятница 15 октября.
В 1582 году на Григорианский календарь перешли Испания, Италия, Португалия, Речь Посполитая (Великое княжество Литовское и Польша), Франция, Лотарингия.
Существует мнение, что разница между григорианским и юлианским календарями послужила причиной ошибки в совместных действиях австрийской и русской армий в 1805 году, что сыграло роль в поражении союзников при Аустерлице.
В России григорианский календарь был введён декретом от 26 января 1918 года Совнаркома, согласно которому в 1918 году после 31 января следует 14 февраля.
Одними из последних на григорианский календарь перешли Греция в 1924 году, Турция в 1926 году и Египет в 1928 году.
В григорианском календаре длительность года принимается равной 365,2425 суток. Длительность невисокосного года — 365 суток, високосного — 366.
Распределение високосных годов:
- год, номер которого кратен 400 — високосный;
- остальные годы — год, номер которого кратен 100 — невисокосный;
- остальные годы — год, номер которого кратен 4 — високосный.

Таким образом, 1600 и 2000 годы были високосными, а 1700, 1800 и 1900 годы високосными не были.
Ошибка в одни сутки по сравнению с годом равноденствий в григорианском календаре накопится примерно за 3300 лет.

### Новоюлианский календарь
вторник
19 августа
2025

[]
Новоюлианский календарь — модификация юлианского календаря, разработанная сербским астрономом, профессором математики и небесной механики Белградского университета Милутином Миланковичем в 1923 году.
Новоюлианский календарь основан на 900-летнем цикле. В течение этого периода упраздняются 7 из 9 вековых високосных годов. За високосные принимаются те вековые годы, при делении порядкового номера которых на 900 в остатке остаётся 200 или 600. Таковыми являются: 200, 600, 1100, 1500, 2000, 2400, 2900, 3300, 3800 и т. д.
Год считается високосным, если:
а) его номер без остатка делится на 4 и не делится на 100;
б) его номер делится на 900 с остатком 200 или 600.
На 900 лет приходится 682 простых и 218 високосных годов.
Средняя продолжительность года в новоюлианском календаре составляет 365,242222 суток. Это больше истинной продолжительности тропического года (365,2421988 суток) всего на 0,000023 суток, или менее чем на 2 секунды. Расхождение в одни сутки набегает примерно за 43 500 лет.
В настоящее время Русская, Иерусалимская, Грузинская и Сербская Церкви, а также афонские монастыри для исчисления неподвижных праздников пользуются юлианским календарём, все остальные поместные церкви — новоюлианским, который до 2800 года будет полностью совпадать с григорианским.

### Французский республиканский календарь

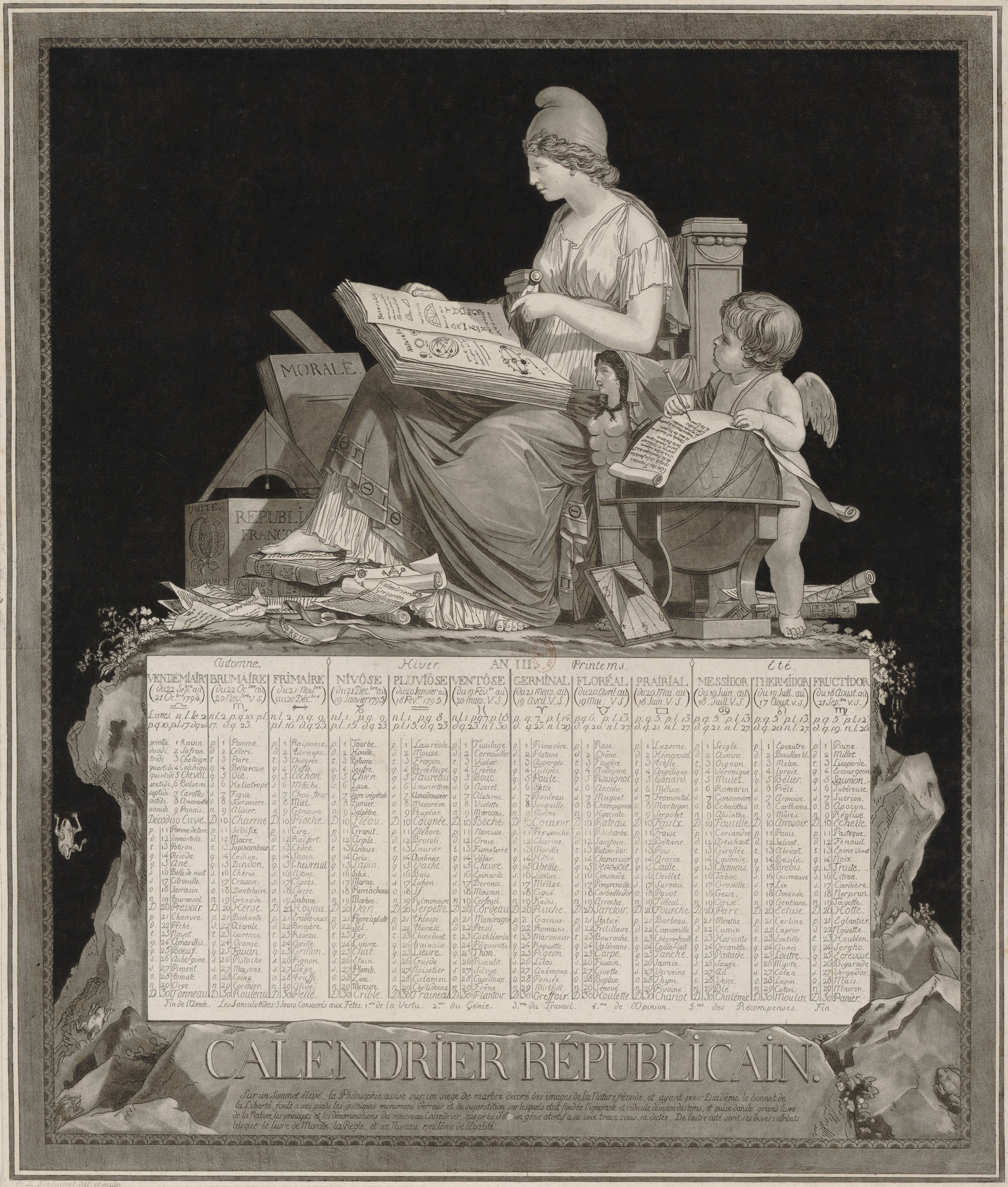
Французский революционный календарь на 1794 год

Французский республиканский (революционный) календарь был введён во Франции в ходе Великой французской революции декретом Национального конвента от 5 октября 1793 года, отменён Наполеоном с 1 января 1806 года. Отсчёт лет по этому календарю начинался с основания Первой французской республики 22 сентября 1792 года. Этот день стал 1 вандемьера 1 года Республики (хотя календарь был введён только в следующем году).
Каждый год делился на двенадцать месяцев по 30 дней. Месяц состоял из трёх декад по десять дней, последний день декады — выходной для государственных служащих. В конце года оставались ещё пять, в високосном году — шесть дней, не входивших в месяцы. Эти дни имели особые названия и считались праздничными.
Республиканский календарь был восстановлен во время Парижской коммуны и действовал с 18 марта по 28 мая 1871 года. После этого вновь был введён григорианский календарь.

## Календарные термины

### Начало года
Новый год — праздник начала года, отмечаемый многими народами в соответствии с принятым календарём, наступающий в момент перехода с последнего дня года в первый день следующего года. Обычай праздновать Новый год существовал уже в Месопотамии в третьем тысячелетии до нашей эры.
Начало года с 1 января было установлено римским правителем Юлием Цезарем с 45 года до н. э.
Большинство стран отмечает Новый год 1 января, в первый день года по григорианскому календарю. Новогодние празднования с учётом поясного времени всегда начинаются в Тихом океане на островах Кирибати. Последними провожают старый год жители островов Мидуэй в Тихом океане.
Старый Новый год — это праздник, отмечаемый в соответствии с Новым годом по юлианскому календарю (в XX—XXI веках в ночь с 13 на 14 января). Отмечается в Казахстане, России, Беларуси, Украине, Кыргызстане, Сербии, Швейцарии и некоторых других странах.
Некоторые страны отмечают Новый год по лунному календарю.
Новый год в Вавилоне приходился на полнолуние в осенний период и посвящался божеству Сикуту.
Начало года по еврейскому календарю наступает спустя 163 дня после Песаха (не раньше 5 сентября и не позже 5 октября).
Начало года по китайскому календарю приурочено к зимнему новолунию по завершении полного лунного цикла, состоявшемуся после зимнего солнцестояния (то есть на второе новолуние после 21 декабря). В григорианском календаре это соответствует одному из дней между 21 января и 21 февраля.
Вьетнамский Новый год по дате совпадает с китайским, за редкими исключениями.
По иранскому календарю начало года (Навруз) 21 или 22 марта (ночь с 30 эсфанда на 1 фарвардина), в день весеннего равноденствия.

#### Новый год в России
До XV века на Руси год начинался с марта (как в республиканском Древнем Риме) в день весеннего равноденствия 20 либо 21 марта (в зависимости от года) по юлианскому календарю.
С 1492 года новый год начинался 1 сентября.
С 1700 года по указу Петра I Новый год в России праздновали, как и в других странах Европы, 1 января (но по юлианскому календарю).
После перехода России на григорианский календарь начало года стало 1 января по григорианскому календарю.

### Эра
Эра — дата, с которой начинает отсчёт календарь.
Список дат начала различных эр:
- Антиохийская эра — 1 сентября 5969 года до н. э. (или 5517, 5507).
- Голоценовая или человеческая эра — 1 января 10000 до н. э.
- Греческая мировая эра — 1 сентября 5598 года до н. э.
- Византийская эра — 1 сентября 5509 года до н. э.
- Константинопольская эра (древнерусская) — 1 марта 5508 года до н. э.
- Болгарская эра — 5504 года до н. э.
- Александрийская эра (эра Панодора) — 29 августа 5493 года до н. э.
- Эра Анниана — 25 марта 5492 года до н. э.
- Эра Скалигера (юлианский период) — 1 января 4713 года до н. э.
- Эра еврейского календаря — 7 октября 3761 года до н. э. (по ст. ст.)
- Эра Пятого Солнца (календарь майя) — 11 или 13 августа 3114 года до н. э.
- Эра Кали-юга — 18 февраля 3102 года до н. э.
- Эра Айка Патриарха (древнеармянский календарь) — 11 августа 2492 года до н. э.
- Эра Авраама — 1 октября 2015 года до н. э.
- Эра Олимпиад — 1 июля 776 года до н. э.
- Эра от «основания Рима» — 21 апреля 753 года до н. э.
- Эра Набонассара — 26 февраля 747 года до н. э. (по ст. ст.)
- Эра шаханхахи — 21 марта 559 года до н. э.
- Эра Нирваны — 543 год до н. э.
- Метонов цикл — 15 июля 432 года до н. э.
- Эра Селевкидов — 1 октября 312 года до н. э.
- Эра Маккавеев — 24 ноября 166 года до н. э.
- Тирийская эра — 19 октября 125 года до н. э.
- Сидонская эра — октябрь 110 года до н. э.
- Эра викрам-самват — 57 год до н. э.
- Антиохийская эра Цезаря — 1 сентября 48 года до н. э.
- Юлианская эра — 1 января 45 года до н. э.
- Эра Августа — 1 августа 43 года до н. э.
- Испанская эра — 1 января 38 года до н. э.
- Эра Акциума — 1 января 30 года до н. э.
- Эра от «Рождества Христова» — 1 января 1 года н. э.
- Разрушение Иерусалима — 1 сентября 69 года
- Эра Сака — 15 марта 78 года
- Эра Диоклетиана — 29 августа 284 года
- Армянская эра — 11 июля 552 года
- Мусульманская эра (эра хиджры) — 16 июля 622 года
- Персидская эра — 16 июня 632 года[25]
- Эра Джелал-ад-дина — 15 марта 1079 года н. э. (по ст. ст.)
- Эра Газан-хана — 13 марта 1302 года[26].
- Эра Фазли — 10 сентября 1550 года[10]
- Григорианская эра — 15 октября 1582 года
- Эра Республики (французская революционная) — 22 сентября 1792 года.
- Эра Бахаи — 24 мая 1844 года[27].
- Эра чучхе — 15 апреля 1912 года[28].
- Эра UNIX — 1 января 1970 года.

### Високосный год
Високосный год — в юлианском и григорианском календарях год, продолжительность которого равна 366 дням — на одни сутки больше продолжительности обычного, невисокосного года.
С 1 января 45 года до н. э. римский диктатор Гай Юлий Цезарь ввёл календарь, который был основан на том, что астрономический год примерно равен 365,25 суток. Этот календарь был назван юлианским. Для того, чтобы выровнять шестичасовое смещение, был введён високосный год. Три года считалось по 365 суток, а в каждый год, кратный четырём, добавлялись одни дополнительные сутки в феврале.
В римском календаре дни считались по отношению к последующим календам (первый день месяца), нонам (5-й или 7-й день) и идам (13-й или 15-й день месяца). Так, день 24 февраля обозначался как ante diem sextum calendas martii («шестой день перед мартовскими календами»). Цезарь постановил добавлять к февралю второй шестой (bis sextus) день перед мартовскими календами, то есть второй день 24 февраля. Февраль был выбран как последний месяц римского года. Первым високосным годом стал 45 до н. э.
По истечении столетий было замечено смещение дня весеннего равноденствия, с которым связаны церковные праздники. К XVI веку весеннее равноденствие наступало примерно на 10 суток раньше 21 марта, используемого для определения дня Пасхи.
Для компенсации накопившейся ошибки и чтобы избежать подобного смещения в будущем, в 1582 году римский папа Григорий XIII провёл реформу календаря. Чтобы средний календарный год лучше соответствовал солнечному, было решено изменить правило високосных лет. По-прежнему високосным оставался год, номер которого кратен четырём, но исключение делалось для тех, которые были кратны 100. Отныне такие годы были високосными только тогда, когда делились ещё и на 400. В високосные годы вводится дополнительный день — 29 февраля.
В еврейском календаре високосным годом называют год, к которому добавляют месяц, а не день. Еврейский календарь основывается на лунном месяце, и поэтому год из двенадцати месяцев отстаёт от астрономического солнечного года примерно на 11 дней. Для приравнивания лунных лет к солнечному году введён високосный год из тринадцати месяцев. В 19-летний цикл входят 12 простых и 7 високосных лет.

## Пролептический календарь
Пролептическим называется календарь, используемый для обозначения дат, более ранних, чем дата введения самого́ календаря. Например, для обозначения всех дат до нашей эры чаще всего используется юлианский календарь, введённый только с 1 января 45 года до н. э. — следовательно, более ранние даты обозначаются по пролептическому юлианскому календарю. В регионах, где не использовался юлианский календарь, датировка событий производится по пролептическому григорианскому календарю, определяющему датировку событий по правилам григорианского календаря до появления григорианского календаря 15 октября 1582 года.

## Садоводческий календарь
Садоводческим календарём пользуются садовники и огородники для точного определения дат посадки своих растений. Даты напрямую зависят от погодных условий, и свойств самих растений.

## Вечный календарь
Вечный календарь — это матрица, позволяющая узнать, на какой день недели приходится любая дата в пределах длительного промежутка времени (как правило, нескольких десятков или сотен лет). Многие из вечных календарей фактически создают сетку календаря на выбранный месяц выбранного года.
Вечные календари могут также использоваться не только для определения дня недели, но и, например, церковных праздников без фиксированной даты.

## Проекты новых календарей
У григорианского календаря есть несколько недостатков:
- неодинаковая продолжительность месяцев (28, 29, 30, 31 день);
- неравенство кварталов (90, 91, 92 дня);
- неравенство полугодий (181, 182, 184 дня)[29];
- несогласованность номеров дней в месяце с днями недели;
- наступление каждого нового года начинается с другого дня недели;
- он опережает астрономический год (сутки опоздания набегают за 3300 лет);
- несоответствие названий месяцев года их порядковому номеру, например сентябрь, октябрь, декабрь.

Поэтому за последние два века родились десятки проектов календарной реформы. Один из самых серьёзных предложил ещё в 1888 году французский астроном Гюстав Армелин. В календаре Армелина год делится на 4 квартала, в каждом из которых один месяц с 31 днём и два с 30, все дни недели привязаны к определённым числам. Один день, дополнительный, вставляется после 30 декабря — это праздник мира и дружбы народов. В 1950-е годы обсуждение этого проекта в ООН закончилось провалом.

## Краткая информация об основных календарях
| Календарь                  | Создатель                  | Начало действия | Цикл календаря                                                                | Високосные годы |
| -------------------------- | -------------------------- | --- | ----------------------------------------------------------------------------- | --- |
| Древнеегипетский календарь | Неизвестно                 | 2770—2767 год до н. э. | Солнечный год, 365 дней с 12 месяцев по 30 дней плюс пять дополнительных дней | За 1461 год начало календаря, отстав от солнечного года на один год, возвращалось к началу солнечного цикла                               |
| Ацтекский календарь        | Ольмеки                    | XII век до н. э. | Гражданский цикл шиупоуалли                                                   | Цикл в 365 дней 6 часов |
| Календарь майя             | народ майя                 | Неизвестно | Календарный год — Хааб                                                        | Цикл из 18 месяцев по 20 дней плюс 5 дней                                                                                                 |
| Календарь инков            | Манко Капак Амаута         | неизвестно | Год лунно-солнечный                                                           | 12-месячный цикл по 30 дней |
| Римский календарь          | Нума Помпилиус             | VIII век до н. э. | Лунный год, вначале из 10 месяцев, затем из 12 месяцев                        | Изменения нерегулярные |
| Вавилонский календарь      | неизвестно                 | VI век до н. э. |                                                                               | |
| Древнегреческий календарь  | Солон                      | 594 год до н. э. | Солнечный год                                                                 | Цикл 8 лет, вставка високосного месяца в 3, 5 и 8 году цикла                                                                              |
| Древнегреческий календарь  | Метон                      | 432 год до н. э. | Год лунно-солнечный                                                           | Цикл 19 лет — 235 лунных месяцев. Високосные — 3, 5, 8, 11, 13, 16 и 19 годы цикла                                                        |
| Древнегреческий календарь  | Каллипп                    | 330 год до н. э. | Год лунно-солнечный                                                           | Усовершенствование Метонова цикла. Цикл 76 лет, из них четыре високосных года                                                             |
| Юлианский календарь        | Юлий Цезарь                | С 1 января 45 года до н. э. | Солнечный год 365 дней и 6 часов                                              | Каждые четыре года високосный год |
| Еврейский календарь        | Гиллель II                 | 359 год | Год лунно-солнечный                                                           | Цикл 19 лет, в 7 из которых добавляется месяц                                                                                             |
| Исламский календарь        | Мухаммед                   | с 16 июля 622 года | Лунный год из 354 и 355 дней                                                  | «Арабский цикл»: 30 лет, из них 11 високосных лет. «Турецкий цикл»: 8 лет, из них 3 високосных года. День начинается после захода Солнца. |
| Григорианский календарь    | Папа римский Григорий XIII | В католических странах c 15 октября 1582 года, Германия протестантская с 1 марта 1700 года, Англия с 1752 года, Швеция с 1753 года, Япония с 1873 года, Болгария и Турция с 1916 года, Советская Россия с 14 февраля 1918 года, Румыния с 1919 года, Греция с 1923 года, Китай с 1949 года | Солнечный год 365 или 366 дней                                                | Цикл 400 лет, год високосный, если он кратен 4 и не кратен 100, и год, кратный 400                                                        |
| Новоюлианский календарь    | Миланкович, Милутин        | | Солнечный год 365 или 366 дней                                                | Цикл 900 лет, год високосный, если он кратен 4 и не кратен 100, и год, номер которого делится на 900 с остатком 200 или 600               |
| Румийский календарь        | Мехмед IV                  | 1677 год | Солнечный год                                                                 | Каждые четыре года високосный год |

## Устное календарное исчисление
При всей сложности структуры календарей (различная продолжительность года, месяца), для них существуют приёмы устного вычисления. В XIX веке устными расчётами григорианского календаря занимался француз Жак Иноди, в XX веке — француз Морис Дагбер.
С 1990-х годов известен российский счётчик Владимир Кутюков — «человек-календарь», решающий в уме календарные задачи юлианского и григорианского календарей от 1 года нашей эры до бесконечности.
Среди современных счётчиков известен также Юсниер Виера — кубино-американский математик, феноменальный счётчик, мировой рекордсмен в области устного календарного исчисления, решающий календарные задачи по григорианскому календарю.